# Jerzy Radziwiłł (1556-1600)
Pour les articles homonymes, voir Jerzy Radziwiłł.
Jerzy Radziwiłł armoiries Trąby, né à Vilnius le 31 mai 1556 et mort à Rome le 21 janvier 1600, fut évêque de Vilnius (1579–1591), évêque de Cracovie (1591–1600) et cardinal (à partir de 1583).

## Biographie
Fils de Mikołaj Radziwiłł dit le Noir, grand magnat et protecteur de la Reforme en Pologne, Jerzy Radziwiłł s'instruit dans les écoles calvinistes de Vilnius et Nieśwież, puis à Leipzig. En 1673, il participe, avec son frère Mikołaj Krzysztof Radziwiłł convertit au catholicisme après la mort de leur père, à la délégation polonaise en France auprès de Henry de Valois qui vient d'être élu roi de Pologne.
Suivant son frère, Jerzy Radziwiłł se convertit au catholicisme pendant la Semaine sainte de 1574, en présence du célèbre prédicateur jésuite Piotr Skarga. Il se rend ensuite à Rome pour poursuivre sa formation à l'Université pontificale grégorienne. En 1577-1578, il effectue un pèlerinage à la tombe de Saint Jacques à Compostelle.
En 1579, il est nommé évêque de Vilnius , et en 1581, en tant qu'évêque, il se fait vivement critiqué par le roi de Pologne Stefan Batory pour l'incident de confiscation et d'incendie de livres protestants à Vilnius dont il est responsable.
En 1583, Jerzy Radziwiłł est ordonné prêtre et il accepte l'onction épiscopal et le chapeau de cardinal.
De 1583 jusqu'à la mort du roi Stefan Batory en 1586, le cardinal est son administrateur en Livonie. En 1586, il retourne à Rome pour récupérer son chapeau du cardinal des mains du pape Sixte V. En 1589, il est, avec le voïvode de Cracovie Mikołaj Firlej, ambassadeur de la république des Deux Nations, auprès de l'empereur du Saint-Empire Rodolphe II pour établir la paix entre les deux royaumes.

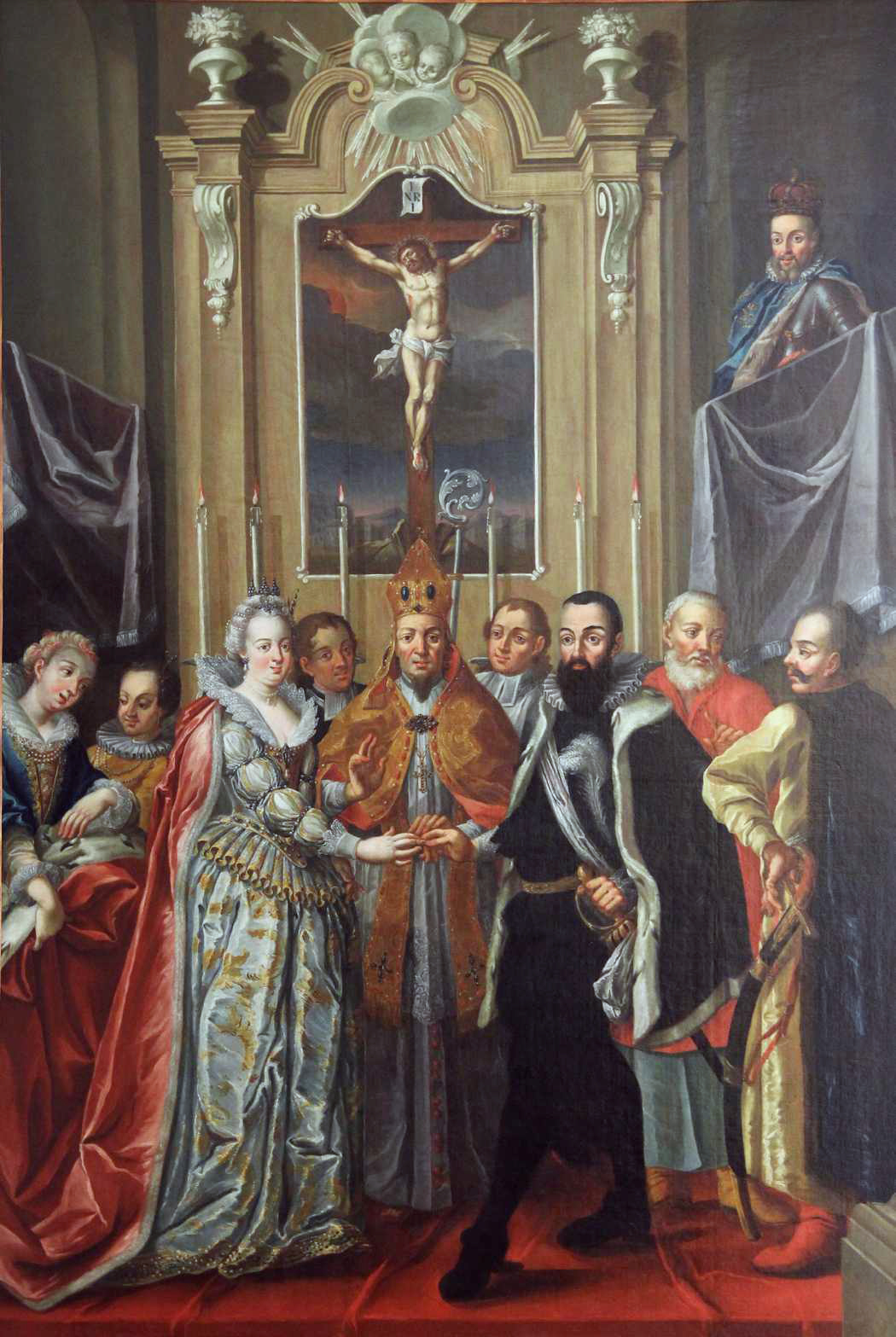
cardinal Radzwill mariant Catherine d'Autriche et Sigismon III, Musée des traditions locales de Loutsk.

Le cardinal Radziwiłł participe aussi à deux conclaves :  l'élection d'Innocent IX en 1591 et un an plus tard l'élection de Clément VIII. Il représente ensuite le nouveau pape Clément VIII au mariage du roi Zygmunt III Waza avec Anne d'Autriche, fille de l'archiduc Charles qui celle la paix entre la Pologne et le Saint Empire.
En 1591, Zygmunt III le nomme évêque de Cracovie où il s'emploie aussitôt à introduire les réformes au Concile de Trente et convoque un synode diocésain en 1592.
Il participe à la préparation de l'union de Brest qui cèlera en décembre 1595  l'allégeance à Rome d'une partie de l'Église orthodoxe des provinces ruthènes de la République polono-lituanienne.
Jerzy Radziwiłł meurt à Rome en 1600 où il est invité pour les célébrations du jubilé de l'Église. Il est inhumé dans l'église du Gesù conformément à ses dernières volontés.